# Остаповский проезд
Оста́повский проезд — проезд, расположенный в Юго-Восточном административном округе города Москвы на территории Нижегородского района и района Текстильщики.

## История
Названо по бывшему Остаповскому шоссе, возникшему в 1920 году. С 1950 года проезд составлял часть этого шоссе, большая часть которого в 1960—1964 годах вошла в состав вновь проложенного Волгоградского проспекта. Предполагается, что название шоссе дано по фамилии рабочего завода «Динамо» Остапова, убитого офицером во время демонстрации 28 февраля 1917 года на углу Таганской и Воронцовской улиц.

## Расположение
Остаповский проезд начинается от Волгоградского проспекта, идёт на юго-восток, проходит над участком Третьего транспортного кольца и заканчивается недалеко от железнодорожных путей Курского направления МЖД.

## Транспорт

### Метрополитен
- Станция метро «Волгоградский проспект» — в 800 м на северо-запад от пересечения с Волгоградским проспектом.
- Станция метро «Текстильщики» — в 2,4 км на юго-восток от пересечения с Волгоградским проспектом.

### Железнодорожный транспорт
- Станция МЦК «Угрешская» — в 900 м на юго-запад от пересечения с Волгоградским проспектом.
- Платформа «Текстильщики» — в 2,4 км на юго-восток от пересечения с Волгоградским проспектом.

### Общественный транспорт
- Автобус № 74: Саратовская улица — Метро «Таганская» (на всём протяжении, работает только в часы пик)[3].
- На пересечении проезда и Волгоградского проезда — остановка «ТЭЦ № 8» (при движении в сторону центра Москвы): автобусы № 74в, 74 (в часы пик), 161, 99 (будни), 99в (выходные), 633 (будни); троллейбусы № 27, 38.

### Перспективы
Планируется построить эстакаду между Остаповским проездом и Люблинской улицей над железнодорожными путями Курского направления. Строительство планировалось завершить в 2015 году, и оно было завершено в срок.